# Le Siffleur
Ne doit pas être confondu avec Les Siffleurs (homonymie).
Pour plus de détails, voir Fiche technique et Distribution.
Le Siffleur est un film français réalisé par Philippe Lefebvre, qui est sorti au cinéma le 6 janvier 2010. Il est adapté d'un roman de Laurent Chalumeau.

## Synopsis
Un petit commerçant effacé, las de se faire marcher sur les pieds, sort de ses gonds et heurte les intérêts d'un promoteur mafieux sur la Côte d'Azur. Il s'invente un jumeau censé remettre de l'ordre. Parviendra-t-il à sauver sa gargote préférée, convoitée pour son emplacement en or ?

## Fiche technique
- Titre : Le Siffleur
- Réalisation : Philippe Lefebvre
- Scénario : Philippe Lefebvre, d'après le roman Maurice le Siffleur de Laurent Chalumeau
- Musique : Sinclair (Mathieu Blanc-Francard)
- Production : Alain Attal
- Société de production : EuropaCorp
- Société de distribution : EuropaCorp Distribution (France)
- Pays :  France,  Italie,  Roumanie,  Belgique
- Genre : comédie
- Durée : 87 minutes
- Date de sortie : 6 janvier 2010

## Distribution
- François Berléand : Armand Teillard / Maurice Teillard
- Thierry Lhermitte : Jean-Patrick Zapetti
- Sami Bouajila : Karim Chaouche
- Virginie Efira : Candice Zapetti
- Fred Testot : Xavier Mazini
- Clémentine Célarié : Viviane Vatinet
- Constance Dollé : Sofia
- Stéphane De Groodt : Martial
- Karim Adda : Francis, le serveur
- Alain Chabat : Le contrôleur des impôts
- Alexandra Mercouroff : Capitaine Laurence Rondeau
- Arnaud Henriet : Lieutenant Bruno
- Jean-Noël Brouté : Thierry Vasseau-Vessières
- Philippe Lefebvre : Lieutenant Massart
- Pat Boshart : Freddy le barbu
- Katia Lewkowicz : l'avocate d'Armand
- Sacha Bourdo : Dany Discount
- Marc Notari : Ludo Discount
- Pierre-Ange Le Pogam : Jean-Michel Bacomo
- Olivier Carbone : le partenaire au tennis
- Tassadit Mandi : la mère de Karim
- Édith Le Merdy : la voisine de Karim
- Anne Marivin : la standardiste chez Zapetti
- Abdelhafid Metalsi : Jean-François
- Miglen Mirtchev : Poliakov
- Natalia Dontcheva : la traductrice russe
- Jean-Marie Paris : le sbire Bacomo #1
- François Bredon : le sbire Bacomo #2
- Albert Goldberg : Riina
- Xavier Claudon : le Casanova
- Mathieu Delarive : le maître nageur